# Murder Drones
Murder Drones ist eine unabhängig computeranimierte horrorkomödiantische Webserie von Liam Vickers, welche von Glitch Productions produziert wurde.
Als eine dystopische Horrorkomödie beschäftigt Murder Drones sich mit den Themen der Identität, Moral, Willensfreiheit und Freundschaft, während sie zeitgleich Humor in ihre dystopische Welt einfließen lässt. Die Serie beinhaltet Referenzen an die Popkultur und bezieht dabei Inspiration aus Videospielen, Filmen, Anime und Memes.
Die Pilotfolge lief auf dem YouTube-Kanal GLITCH am 29. Oktober 2021 an. Kurz darauf begann die Produktion einer achtteiligen Staffel, welche seit dem 18. November 2022 mit der Veröffentlichung der zweiten Folge läuft. Stand November 2023 hat die Pilotfolge über 30 Mio. Aufrufe.
Die deutsche Synchronisation startete am 29. August 2023 über die „Audiotrack“-Funktion von YouTube und wird seitdem in unregelmäßigen Abständen veröffentlicht.
Die Serie erhielt Lob für ihre Animation, Synchronisation und fiktives Universum, sowie ihre Vereinigung von Horror und Comedy-Elementen. Die Serie erhielt eine Nominierung für einen Webby Award in der Kategorie Best Animated Video. Die Serie endete am 23. August 2024 mit der Veröffentlichung der achten Folge.

## Zusammenfassung
Die Geschichte spielt auf Copper 9, einem Exoplaneten und Eigentum des interstellaren Megakonzerns JCJenson. Arbeiterdrohnen, welche dem Menschen dienen sollen, aber von Ihnen missbraucht werden bewohnen den Planeten und bauen dort natürliche Ressourcen ab. Die Arbeiter der Firma sorgten für einen katastrophischen Kernkollaps, welcher alles biologische Leben inklusive das der Menschen auf dem Planeten auslöschte. Daraus folgend entwickelt sich der Planet zu einem eingefrorenen Ödland, in dem nur die Arbeiterdrohnen zurückbleiben. Eines Tages wird eine Reihe an massenmordenden Maschinen, genannt Demontagedrohnen (von den Arbeiterdrohnen als Dunkle Engel bezeichnet), nach Copper 9 geschickt, um die verbleibenden Arbeiterdrohnen auszulöschen. Die Arbeiterdrohnen leben in dauerhafter Angst vor den Demontagedrohnen und verstecken sich unter dem Eis, abgeschottet von der Welt durch drei massive Tore.
Hauptcharakter der Serie ist Uzi Türmeister, eine weibliche Arbeiterdrohne, welche davon träumt, Copper 9 zu verlassen und die Menschheit auszurotten. Ihren Weg kreuzt Drohnenmodell N (kurz „N“), ein männlicher dunkler Engel mit einer erstaunlich freundlichen Einstellung gegenüber Arbeiterdrohnen. Gemeinsam wollen sie die Wahrheit über ihre Herkunft und ihre Bestimmung in dieser harschen Welt herausfinden. Auf ihrer Reise treten weitere wichtige Figuren in Erscheinung, darunter V, ein weiblicher dunkler Engel, mit dem Ziel, Cyn auszulöschen, welche den sogenannten Absolute Solver verbreitet hat – ein enigmatisches Programm, welches die Realität verzerren kann; Doll, eine mysteriöse Arbeiterdrohne mit Verbindungen zum Absolute Solver; sowie Tessa eine Menschenfrau und J, eine Demontagedrohne, welche auf Copper 9 gelandet sind, um alle Drohnen mit dem Absolute Solver auszurotten.

## Synchronisation
Für die deutsche Synchronfassung führten im Auftrag der kanadischen Firma BeMultilingual Oliver Matzke, Maximilian Eberle und Julian Göke Regie, wobei zuletzt genannter ebenfalls das Dialogbuch verfasste.

### Hauptcharaktere
| Charakter             | Folgen                 | Englische Synchronstimme | Deutsche Synchronstimme |
| --------------------- | ---------------------- | ------------------------ | ----------------------- |
| Uzi Türmeister        | 1.01–1.08              | Elsie Lovelock           | Vanessa Strauch         |
| Drohnenmodell N       | 1.01–1.08              | Michael Kovach           | Oliver Matzke           |
| Drohnenmodell V       | 1.01–1.08              | Nola Klop                | Jarah Best              |
| Drohnenmodell J       | 1.01, 1.05, 1.06, 1.08 | Shara Kirby              | Susanna Cuda            |
| Doll                  | 1.01–1.07              | Emma Breezy              | Celina Bender           |
| Tessa                 | 1.02, 1.05–1.07        | Daisy Rose               | Svenja Praß             |
| Cyn / Absolute Solver | 1.02, 1.05–1.08        | Allanah Fitzgerald       | Lara Schmidt            |
| Nori Türmeister       | 1.07, 1.08             |                          |                         |

### Nebencharaktere
| Charakter               | Folgen                       | Englische Synchronstimme                   | Deutsche Synchronstimme |
| ----------------------- | ---------------------------- | ------------------------------------------ | ----------------------- |
| Khan Türmeister         | 1.01–1.05, 1.07–1.08         | David J. Dixon                             | Bojan Vucetic           |
| Thad                    | 1.01–1.04, 1.07–1.08         | Sean Chiplock                              | Yan Rütten              |
| Lizzy                   | 1.01–1.04, 1.07–1.08         | Katie Hood (1.01); Caitlin Dizon (ab 1.02) | Lauren Tan              |
| Lehrer                  | 1.01, 1.02, 1.03, 1.04, 1.08 | Liam Vickers                               | Nils Wicke              |
| James Elliott           | 1.02, 1.05                   | David J. G. Doyle                          | Ali Zamir Sakhiezada    |
| Basti                   | 1.03–1.04                    | Michael Kovach                             | Julian Göke             |
| Rebecca                 | 1.03–1.04                    | Nola Klop                                  | Wiktoria Szczepanska    |
| Nori                    | 1.07–1.08                    | Darcy Maguire                              | Caroline Werner         |
| Ridley                  | 1.07                         | Emma Breezy                                | Finja Kiehn             |
| Mitchell / Dr. Chambers | 1.07                         | Sean Chiplock                              | Lucas Frömel            |
| Alice                   | 1.06                         | Amber May                                  | Jasmin Wolf             |
| Louisa Elliott          | 1.05                         | Cecelia Ramsdale                           | Sira Matasashi          |
| Lord Frumptlebucket     | 1.05                         | Jasmine Yang                               | Niklas Wiese            |
| Ronathon                | 1.04                         | Sean Chiplock                              | Charly Landmann         |
| Emily                   | 1.04                         | Caitlin Dizon                              | Lara Tronschel          |
| Sam                     | 1.04                         | Sean Chiplock                              | Richard Shrein          |
| Darren                  | 1.04                         | David J. Dixon                             | Kevin Kaparulin         |
| Trevor                  | 1.03                         | Liam Vickers                               | Maximilian Eberle       |
| Penny                   | 1.03                         | Elsie Lovelock                             | Jasmin Wolf             |
| Reid                    | 1.03                         | Michael Kovach                             | Krystix                 |
| Tim                     | 1.02                         | Edwyn Tiong                                | Richard Shrein          |
| Frank                   | 1.02                         | David J. Dixon                             | Charly Landmann         |
| Ron                     | 1.02                         | Jasmine Yang                               | Julian Göke             |
| Todd                    | 1.01                         | Jasmine Yang                               | Krystix                 |
| Riley                   | 1.01                         | Liam Vickers                               | Lucas Frömel            |

## Produktion
Liam Vickers ist bekannt für seine 2D-Animationsserien CliffSide und Internecion Cube, welche beide nie beendet wurden. Liam Vickers stellte Glitch Productions die Idee zu Murder Drones mit frühen Konzeptzeichnungen und einem Umriss der Geschichte vor.
Murder Drones wurde mit Autodesk Maya animiert, während die Szenenkomposition in der Unreal Engine stattfand. Inklusive der Pilotfolge umfasst die Serie acht Folgen. Die Serie endete mit der letzten Folge, die am 23. August 2024 veröffentlicht wurde.
Am 7. August 2021 veröffentlichte Liam Vickers eine Vollversion von „Disassembly Required“, der Musik, die im Teaser der Serie zu hören ist. In der Videobeschreibung wurde der im Teaser gezeigte Charakter als „V“ enthüllt, eine der titelgebenden Murder Drones (Dunkle Engel in der dt. Fassung). Als die Serie am 18. Februar 2022 offiziell angekündigt wurde, war sie bereits ein Jahr in Produktion.

## Episoden
Bei jeder Folge führt der Schaffer der Serie, Liam Vickers, Buch und Regie.
| Nr. (ges.) | Nr. (St.) | Deutscher Titel        | Originaltitel    | Erstausstrahlung USA | Deutschsprachige Erstausstrahlung (D) |
| --- | --------- | ---------------------- | ---------------- | -------------------- | ------------------------------------- |
| 1 | 1         | Dunkle Engel           | Pilot            | 30. Okt. 2021        | 29. Aug. 2023                         |
| Murder Drones ist eine Serie über niedliche kleine Roboter, die sich aus Gründen gegenseitig umbringen 💀🤠                           |           |                        |                  |                      |                                       |
| 2 | 2         | Engel oder Teufel      | Heartbeat        | 19. Nov. 2022        | 19. Sept. 2023                        |
| WIR SIND ZURÜCK ☠️🤖🔪 |           |                        |                  |                      |                                       |
| 3 | 3         | Balltanz               | The Promening    | 18. Feb. 2023        | 4. Okt. 2023                          |
| Willst du mit mir zum Ball gehen? 🔪😈                                                                                                |           |                        |                  |                      |                                       |
| 4 | 4         | Camp 98.7              | Cabin Fever      | 8. Apr. 2023         | 15. Nov. 2023                         |
| Das Wandern ist des Campers Lust~ 🏕 ... Uzi, bist du okay?                                                                            |           |                        |                  |                      |                                       |
| 5 | 5         | Heimat                 | Home             | 10. Juni 2023        | 5. Dez. 2023                          |
| GRUSELIGE VILLA UND GROẞE OFFENBARUNGEN                                                                                               |           |                        |                  |                      |                                       |
| 6 | 6         | Schutzengel            | Dead End         | 19. Aug. 2023        | 4. Jan. 2024                          |
| Viele Monster in dieser Folge... WARUM SIND HIER SO VIELE MONSTER?!                                                                   |           |                        |                  |                      |                                       |
| 7 | 7         | Die Endzeit            | Mass Destruction | 29. März 2024        | 29. März 2024                         |
| Während Uzi und N sich der ultimativen Herausforderung stellen müssen, wird endlich vieles aufgedeckt.                                |           |                        |                  |                      |                                       |
| 8 | 8         | Das unvermeidbare Ende | Absolute End     | 24. Aug. 2024        | 24. Aug. 2024                         |
| Im großen Serienfinale liefern sich Uzi und N einen epischen finalen Kampf gegen Cyn, welcher das Universum für immer verändern wird. |           |                        |                  |                      |                                       |

## Rezeption
Lauren Rouse von Gizmodo Australia lobte die Charakterdesigns und die Optik. 2023 wurde die Serie für einen Webby Award in der Kategorie Best Animated Video nominiert.